# Touza
Touza ou Tousa (àrab: طوزة, Ṭūza) és una ciutat del Sahel tunisià, situada una quinzena de quilòmetres al sud de Monastir, a la governació homònima. Constitueix una municipalitat amb 7.236 habitants.

## Economia
És un petit nucli agrícola situat enmig d'un gran oliverar sahelià que, tanmateix, acull també algunes fàbriques i tallers de la indústria tèxtil.
Està situada a l'encreuament dels eixos viaris regional Jemmal-Moknine i Ksibet El Médiouni-Beni Hassen.

## Administració
Forma una municipalitat o baladiyya, amb codi geogràfic 32 37 (ISO 3166-2:TN-12).
Al mateix temps, constitueix un sector o imada, amb codi geogràfic 32 62 52, dins de la delegació o mutamadiyya de Ksibet El Médiouni (32 62).